# 白石ありす
白石ありす（しらいしありす、生年月日不詳）は日本の女性作詞家。

## プロフィール
西武百貨店が行っていた歌詞募集に応募、ここに送った「森がよんでる」が特選に選ばれ、これがきっかけとなって本格的に詞を書くようになる。上條恒彦の2ndアルバム「街が海に沈むとき（1972）」収録の歌「森がよんでる」の作詞で「白石素子」としてデビュー。
小室等の2ndアルバム「東京（1973）」以降、「白石ありす」と名乗る。白石ありすという名前は上記、特選に選ばれた時に使った名前であり、これより前に詞の応募に投稿し続けていた時には「白石カバスケ」「白石うまお」などおかしな名前を使っていたこともあった。不思議の国のアリスが好きなので、ペンネームをありすにしたという。
荒川ゆうネットの小室等のインタビューには「かつて｢東京｣というアルバムを作りました。同じ荒川の住民だった白石ありす氏の詩で、荒川周辺の町、墨田川から見る東京の情景が綴られています」とある。同時期のベルウッド・レコードのアーティスト山平和彦のシングル曲「たまねぎC/Wどうやら私は街が好きらしい（1973）」にある様に、都会の生活を好んで歌の題材とした。
山平の元へは最初「たまねぎ」「どうやら私は街が好きらしい」の他「伽草子」の三篇を持って行ったが、「たまねぎ」「どうやら - 」の二篇は受け取ってもらえたものの、「伽草子」は山平曰く「曲想が湧かない」ということで、改めてこの詞は吉田拓郎の許へ持って行き、受け取ってもらうことが出来た。
作詞活動期間は短く、1979年頃で音楽界から姿を消したが、吉田拓郎のシングル曲「伽草子（1973）」がスタンダード化したことで、今でも名前を見ることができる。

## 作品の特徴
白石ありすの書法は完全に詞先だった。作風は現代詩と歌謡詞の中間にあり、あえて字脚を揃えなかった為、作曲者が各々苦労をしている様子が窺える。

## 作詞作品
- 上條恒彦『森がよんでる』『都会の朝（まず第2コーラスまでの詞でいったん完成され、その後に第3ヴァースの歌詞が加えられたためＬＰジャケットには第2コーラスまでの歌詞しか掲載されていない）』『橋』
- 小室等『ラブソング』『樹』『のみくらべ』『おまえがいれば』『橋』『一日の終わりには』『ユイコムロ』『雨は燃えている』『ゆきの季節』『東京』『都会の朝（3コーラスのフルバージョン）』
- 山平和彦『たまねぎ』『どうやら私は街が好きらしい』
- 吉田拓郎『伽草子』『素敵なのは夜』
- コンフィデンス『昼下りの夢（東宝映画「愛こんにちは」主題歌）』
- 亀渕友香『砂糖菓子の街（フジテレビのドラマ「 みちくさ」主題歌）』
- 田口清『季節帰り』『想い出の弦』『あの娘に駐車違反』
- 山本コータロー『My Homesick Town』
- 庄野真代『Stop Motion』
- 皆川おさむ『空とぶじゅうたん』
- 小原初美『白い回転木馬』
- 松平純子『そんな気がする』
- 由紀さおり『私は行ってしまう』
- テレサ野田『ソファーのくぼみ』『陽気な綱渡り』
- 東京キッドブラザース『素敵なのは夜』
- 結城しのぶ『夜桜見物』『面影ジプシー』
- 井上陽水『暑い夜』
- 水谷豊『男の手紙』
- 斉藤哲夫『神様が降りてくる夜』『アメリカン ドリーミン』
- 太田裕美『午後のプレリュード』
- 菅原進『夜のハイウェイ・バス』『愛に同じ』『冬の鳥達』『タイプライター・ブルー』『君の船出に』